# 岩本俊郎
岩本 俊郎（いわもと としろう、1946年8月3日 -　）は、日本の教育学者。立正大学心理学部名誉教授。

## 人物
1970年青山学院大学文学部教育学科卒、1976年東京大学大学院教育学研究科博士課程満期退学。1977年立正大学文学部講師、1981年助教授、1987年教授、2002年心理学部教授、2017年定年退職。
1993年「19世紀イギリス民衆教育思想の史的考察 オウエン、チャーティスト、モリスを中心として」で九州大学博士(教育学)。

## 著書
- 『教育思想の探究』ぎょうせい 1985
- 『教育学 構想と展開』エイデル研究所 1995

### 共編著
- 『近代西洋教育史』奥平康照・福田誠治・古沢常雄共編著 国土社 1984
- 『子どもの発達を考える 教育の転換を求めて』福田誠治共著 亜紀書房 1987
- 『原典・西洋近代教育思想史』福田誠治共編 文化書房博文社 1989
- 『史料道徳教育の研究 新版』田沼朗,志村欣一,浪本勝年共編 北樹出版 1994
- 『原典・西洋の近代教育思想』編著 文化書房博文社 1998
- 『教育学への道 教育と自己教育』編著 文化書房博文社 1999
- 『教育実習を考える』浪本勝年共編著 北樹出版 2003
- 『資料生活指導を考える』浪本勝年共編 北樹出版 2005
- 『資料特別活動を考える』浪本勝年共編 北樹出版 2005
- 『教育の探究 現代日本の教育』編 岩本俊一,櫻井歓,水崎富美著 弓箭書院 2006
- 『史料・道徳教育を考える』浪本勝年,佐伯知美,岩本俊一共編 北樹出版 2006
- 『現代日本の教育を考える 理念と現実』浪本勝年共編著 北樹出版 2007
- 『現代日本の教師を考える』浪本勝年共編著 北樹出版 2008
- 『新教育実習を考える』大津悦夫, 浪本勝年共編著 北樹出版 2012

### 翻訳
- B.サイモン『イギリス教育史 3』亜紀書房 1984

## 論文
- Cinii